# Olof Thunberg
Fritz-Olof Thunberg (Västerås, 21 maggio 1925 – Stoccolma, 24 febbraio 2020) è stato un attore, doppiatore e regista svedese.

## Biografia
Olof Thunberg nacque a Västerås, in Svezia, dove formò un club teatrale chiamato Scenklubben insieme a Lars Ekborg e al poeta Bo Setterlind. Studiò presso la scuola di recitazione di Calle Flygare a Stoccolma e poi dal 1950 al 1952 alla Dramatens elevskola.
Negli anni '50 divenne noto per il suo lavoro nel programma radiofonico Mannen i svart ("L'uomo in nero"), in cui raccontava storie dell'orrore e del soprannaturale con la sua voce profonda, accompagnata da una varietà di effetti sonori.
Thunberg è apparso in una varietà di film, spesso in ruoli secondari (ad esempio nel 1963 ottenne un ruolo secondario nel dramma Luci d'inverno di Ingmar Bergman), ma è noto soprattutto per la sua attività da doppiatore: è stato la voce di Bamse, di Agaton Sax, di Shere Khan (nella versione in svedese de Il libro della giungla del 1967 e nel suo sequel del 2003, Il libro della giungla 2), e di molti altri personaggi in altrettanti film d'animazione.

### Vita privata
Olof Thunberg fu sposato con Ingrid Johansson dal 1950 al 1954. Nel 1959, si fidanzò con l'attrice Lena Granhagen, che aveva incontrato mentre dirigeva uno spettacolo teatrale; e in seguito ebbe una convivenza con l'attrice Mona Andersson che conobbe in occasione di un radiodramma. 
Nel corso della sua vita ebbe due figli; uno di loro è l'attore svedese Svante Thunberg (sposato con la cantante lirica Malena Ernman), e sua nipote è l'attivista contro il cambiamento climatico Greta Thunberg.

### Morte
Olof Thunberg è morto il 24 febbraio 2020, all'età di 94 anni.

## Filmografia

### Regista
- Galgmannen – film TV (1969)
- Söndagspromenaden – film TV (1972)

### Attore

#### Cinema
- De kämpade sig till frihet (1948)
- I dur och skur (1953)
- Vingslag i natten (1953)
- Skrattbomben (1954)
- Vildfåglar, regia di Alf Sjöberg (1955)
- Finnskogens folk (1955)
- 7 vackra flickor (1956)
- En drömmares vandring (1957)
- Med glorian på sned, regia di Hasse Ekman (1957)
- Prästen i Uddarbo (1957)
- Vägen genom Skå, regia di Hans Dahlin (1957)
- Fridolf sticker opp! (1958)
- Fröken Chic, regia di Hasse Ekman (1959)
- Lejon på stan (1959)
- Tärningen är kastad (1960)
- Sommar och syndare, regia di Arne Mattsson (1960)
- Pärlemor (1961)
- Det är hos mig han har varit (1963)
- Luci d'inverno (Nattvardsgästerna), regia di Ingmar Bergman (1963)
- Adam och Eva (1963)
- Prins Hatt under jorden (1963)
- Äktenskapsbrottaren, regia di Hasse Ekman (1964)
- Villervalle i Söderhavet (1968)
- Sverige åt svenskarna (1980)
- Amorosa, regia di Mai Zetterling (1986)
- Monopol, regia di Claes Eriksson (1996)
- Lilla Jönssonligan och cornflakeskuppen, regia di Christjan Wegner (1996)
- Lilla Jönssonligan på styva linan (1997)

#### Televisione
- Villervalle i Söderhavet – serie TV (1963)
- En historia till fredag – serie TV (1965)
- Niklasons – serie TV (1965)
- Mästerdetektiven Blomkvist på nya äventyr, regia di Etienne Glaser – film TV (1966)
- Lärda fruntimmer – film TV (1968)
- Pygmalion – film TV(1968)
- Markurells i Wadköping – serie TV (1968)
- Biprodukten – film TV(1969)
- Håll polisen utanför – serie TV (1969)
- Ett dockhem – film TV (1970)
- Röda rummet – serie TV (1970)
- Regnbågslandet – serie TV (1970)
- Bröderna Malm – serie TV (1972-1974)
- Ett köpmanshus i skärgården – serie TV (1973)
- Dubbelsvindlarna – serie TV (1982)
- Storstad – serie TV (1991)
- Sunes jul – serie TV (1991)
- Allis med is – serie TV (1993)
- Tre Kronor – serie TV (1994)
- Sjukan – serie TV (1995)
- Jeppe på berget – serie TV (1995)
- Återkomsten – serie TV (2001)
- Solbacken: Avd. E – serie TV (2003)

### Doppiatore
- Lilli e il vagabondo (Lady and the Tramp), regia di Hamilton Luske, Clyde Geronimi e Wilfred Jackson (1955) – Boris (voce svedese)
- La carica dei cento e uno (One Hundred and One Dalmatians), regia di Wolfgang Reitherman, Hamilton Luske e Clyde Geronimi (1961) – Colonnello (voce svedese)
- Il libro della giungla (The Jungle Book), regia di Wolfgang Reitherman (1967) – Shere Khan (voce svedese)
- Bamse (Bamse – Världens starkaste björn) – serie animata (1972-1973) - narratore (voce svedese)
- Smurfarna och den förtrollade flöjten – film TV (1976) - narratore
- Le avventure di Bianca e Bernie (The Rescuers), regia di Wolfgang Reitherman, John Lounsbery e Art Stevens (1977) – Rufus (voce svedese)

- Bamse och den lilla åsnan – serie animata (1981) - narratore
- Red e Toby nemiciamici (The Fox and the Hound), regia di Ted Berman, Richard Rich, e Art Stevens (1981) – Grävling (voce svedese)
- Biancaneve e i sette nani (Snow White and the Seven Dwarfs), regia di David Hand (1937; ridoppiato in svedese nel 1982) – Brontolo (voce svedese)
- Alla ricerca della Valle Incantata (The Land Before Time), regia di Don Bluth (1988) - narratore (voce svedese)

- Bamse i Trollskogen – serie animata (1991) - narratore

- Lilli e il vagabondo II - Il cucciolo ribelle (Lady and the Tramp II: Scamp's Adventure), regia di Darrell Rooney e Jeannine Roussel (2001) – Fido (voce svedese)
- Monsters & Co. (Monsters, Inc.), regia di Pete Docter, Lee Unkrich e David Silverman (2001) – Henry J. Waternoose III (voce svedese)
- Il libro della giungla 2 (The Jungle Book 2), regia di Steve Trenbirth (2003) – Shere Khan (voce svedese)